# Dolmen Pierre sous Pèze
Der Dolmen Pierre sous Pèze (auch Serre Bussière Dolmen, Pierre Soupese oder Pierre Planchat genannt) liegt östlich von La Serre-Bussière-Vieille bei Guéret im Département Creuse in Frankreich. Dolmen ist in Frankreich der Oberbegriff für neolithische Megalithanlagen aller Art (siehe: französische Nomenklatur).
Der ursprünglich als Cromlech aufgeführte „Dolmen simple“ hat einen rechteckigen Deckstein von etwa 3,0 auf 2,4 Metern, der über sieben Tragsteinen liegt.
Seit 1889 ist der Dolmen als Monument historique eingestuft.